# 田町 (佐倉市)
田町（たまち）は、千葉県佐倉市の町丁。郵便番号285-0012。

## 地理
北は山崎、東は海隣寺町、南東は鏑木町、南は宮小路町、城内町、南西は鏑木町、西は印南、角来、北西は鹿島干拓に隣接している。

## 世帯数と人口
2017年（平成29年）10月31日現在の世帯数と人口は以下の通りである。
| 町丁 | 世帯数  | 人口    |
| ---- | ------- | ------- |
| 田町 | 539世帯 | 1,182人 |

## 小・中学校の学区
市立小・中学校に通う場合、学区は以下の通りとなる。
| 地域 | 小学校             | 中学校             |
| ---- | ------------------ | ------------------ |
| 全域 | 佐倉市立佐倉小学校 | 佐倉市立佐倉中学校 |

## 施設
- 佐倉第二街区公園
- 八石道公園

## 交通

### 道路
- 国道
  - 国道296号
- 主要地方道
  - 千葉県道65号佐倉印西線